# Mystery Bonita
《Mystery Bonita》（日语：ミステリーボニータ）是日本秋田書店發行的少女漫畫月刊。

## 簡介
1988年5月本雜誌做為《Bonita》派生誌創刊，1996《Bonita》停刊後並接收《Bonita》上的連載作品。連載作品以恐怖、懸疑、動作、奇幻、歷史、科幻題材為主，第52屆星雲賞得獎作《きみを死なせないための物語》即是在本雜誌上連載。